# Nulla ci può fermare
Pour plus de détails, voir Fiche technique et Distribution.
Nulla ci può fermare est un film italien réalisé par Antonello Grimaldi, sorti en 1989, avec Maurizio Donadoni (it), Roberto De Francesco, Margaret Mazzantini et Margherita Buy dans les rôles principaux.

## Synopsis
Nico (Roberto De Francesco) et Leo (Maurizio Donadoni (it)) sont deux détectives privés médiocres qui travaillent au sein de l'agence Nulla ci può fermare. Alors que Leo est un coureur de jupons endurci, Nico habite encore chez sa mère, où il s'adonne à ses passions pour le jardinage et la cuisine. Le duo enquête sur l'histoire de Margherita (Margaret Mazzantini), qui se dit victime de harcèlement de la part d'un inconnu. Une nouvelle fois, le duo peine à obtenir des résultats satisfaisants, et l'enquête prend un tournant inattendu lorsque Leo rencontre Francesca (Margherita Buy), dont il tombe amoureux, mais qui elle préfère la compagnie de Nico, mettant en péril la relation professionnelle et amicale entre les deux hommes et le devenir de l'enquête.

## Fiche technique
- Titre : Nulla ci può fermare
- Titre original : Nulla ci può fermare
- Réalisation : Antonello Grimaldi
- Scénario : Antonello Grimaldi, Maura Nuccetelli et Gualtiero Rosella (it)
- Photographie : Alessandro Pesci (it)
- Montage : Angelo Nicolini
- Musique : Franz Di Cioccio (it)
- Décors : Ricardo Cannone
- Producteur : Vittorio Cecchi Gori, Massimo Ferrero, Claudio Gaeta et Domenico Procacci
- Société de production : Vertigo Film
- Pays d'origine :  Italie
- Langue : Italien
- Format : Couleur
- Genre : Comédie
- Durée : 94 minutes
- Dates de sortie : 
  - Italie : octobre 1989 (Incontri Internazionali del Cinema di Sorrento)
  - Italie : 19 juin 1992

## Distribution
- Maurizio Donadoni (it) : Leo
- Roberto De Francesco : Nico
- Margherita Buy : Francesca
- Margaret Mazzantini : Margherita
- Gianni Ciardo : Max
- Paolo Ferrari : le parrain
- Remo Remotti (it) : Adolfo
- Sergio Rubini : le facteur
- Massimo Wertmüller : le barman
- Alessandra Acciai : la petite amie
- David Brandon (en) : le boss
- Orsetta De Rossi : Maddalena
- Iaia Forte : Alma
- Antonino Iuorio (it) : un inconnu
- Enrico Lo Verso : Marrochino
- Antonio Manzini : le petit ami
- Dario Parisini (it) : Yuppi
- Tullio Sorrentino (it) : un acteur